# Arvid Fagrell
Arvid Fagrell (né le 10 août 1880 à Ulricehamn et mort le 6 décembre 1932 à Göteborg) est un joueur de football international suédois, qui évoluait au poste d'attaquant.

## Biographie

### Carrière en club
Avec l'IFK Göteborg, il remporte un titre de champion de Suède en 1908.

### Carrière en sélection
Avec l'équipe de Suède, il joue 2 matchs (pour aucun but inscrit) entre 1908 et 1912. 
Il figure dans le groupe des sélectionnés lors des Jeux olympiques de 1908. Il joue un match lors du tournoi olympique de 1908 organisé à Londres.

## Palmarès
IFK Göteborg
- Championnat de Suède (1) :
  - Champion : 1908.